# Gregor Loepfe
Gregor Loepfe (* 1971 in Zürich) ist ein Schweizer Pianist, Komponist, Musikwissenschaftler und Kulturmanager.

## Leben
Gregor Loepfe erhielt seinen ersten Klavierunterricht mit sieben Jahren. Nach der Matura an der Kantonsschule Baden studierte er klassisches Klavier an der Musikakademie der Stadt Basel bei Rolf Mäser und schloss 1995 mit dem Lehrdiplom mit Auszeichnung im Hauptfach ab. Während des Studiums erhielt er auch Impulse von Jean-Jacques Dünki, Gérard Wyss, Jürg Wyttenbach und Paul Clemann. Die Konzertklasse von Christian Favre am Conservatoire de Lausanne beendete er 1996 mit dem «Diplôme supérieur» und 1998 mit einem «Premier Prix de Virtuosité avec Félicitations». Meisterkurse bei Rudolf Buchbinder, Brigitte Engerer, Peter Feuchtwanger und András Schiff ergänzten seine Studien.
Parallel zur klassischen Musik beschäftigt sich Gregor Loepfe intensiv mit Jazz (Unterricht bei Adrian Frey, Thierry Lang, Vince Benedetti, Enrico Pieranunzi, Franco D’Andrea, Kenny Barron, Hans Feigenwinter). Des Weiteren absolvierte er ein Studium am Berklee College of Music in Boston bei Ray Santisi, Joanne Brackeen, Hal Crook und Bruno Råberg.
2012 vollendete Gregor Loepfe sein Studium an der Universität Zürich mit einem Lizenziat in Musikwissenschaft und Geschichte. In seiner Lizenziatsarbeit behandelte er das Thema «Bach und Jazz».
Bis Ende 2022 absolvierte er an der Hochschule Luzern Design & Kunst HSLU ein Masterstudium in Kulturmanagement (MAS) mit einer Arbeit mit dem Thema «Ein Theater oder Musical an einer Mittelschule – aber wie?».
Gregor Loepfe ist Lehrbeauftragter für Klavier an der Kantonsschule Baden. Er konzertiert als klassischer Pianist im In- und Ausland in Kammermusikformationen, als Solist (Orchester Musikkollegium Winterthur, Basler Festivalorchester, Kammerorchester 65 u. a.) und als Jazzpianist in diversen Bandprojekten (Catmosphere, Gregor Loepfe Trio, Rotosphere u. a.).
Auch als Kabarettpianist trat er in Erscheinung (Kabarett FitzlaffHaenni). Verschiedene Kompositionsaufträge erhielt er für Ballett (Margot Parsons Dance Company Boston), Film, Musical (SchwerLos, Der Grosse Preis), Podcasts, Theater sowie Kammermusik und journalistische Tätigkeiten bei Radio und Printmedien waren weitere Aktivitäten. Loepfe ist Präsident und Stiftungsratsmitglied der Aargauischen Kulturstiftung Pro Argovia und Vorstandsmitglied (Präsident) und Mitbegründer der Neuen Kurkapelle Baden. Neben seinem Unterrichtspensum am Gymnasium arbeitet Loepfe als Schulleiter der Musikschule Region Stein/AG. Davor war er während mehrerer Jahre als Musikredaktor bei Radio SRF 2 Kultur, Radio Swiss Jazz tätig. 

## Diskografie (Auswahl)
Loepfe beteiligte sich an folgenden CD-Einspielungen:
- Catmosphere, feat. Christoph Grab und Lukas Thoeni: Smiles And Tears. QFTF (QFTF204) 2021.
- Gregor Loepfe Trio, feat. Katja Baumann: Art On The Ridge. Fontastix (Fontastix 323698) 2016.
- Gregor Loepfe Trio: Dinner With Janus. Unit Records (UTR 4409) 2013.
- Gregor Loepfe Trio: EP Dinner With Janus. Eigenproduktion 2010.
- Lachaise: EP Beneath The Angel's Arms. Eigenproduktion 2010.
- Frank Martin: Werke mit Gitarre. Musique Suisse 2009.
- Five On Fire: Struggle or Play. TCB 2007.
- Basler Festivalorchester, Leitung: Thomas Herzog, Maren Gamper und Gregor Loepfe, Klavier: Camille Saint-Saëns: Carnaval des Animaux. Sconov 2007.
- Klingsor Jazztrio: Between Walls And Open Fields. Eigenproduktion 2006.
- Kammerchor Zürcher Unterland, Leitung: Beat Raaflaub: Hans Huber: Lenz- und Liebeslieder op. 72, Hugo Dudli: Volksliedkantate Nr. 2. R. + R. Stüssi-Meier Bülach, Hardstudios AG, Winterthur, CD HS 03417, 2003.
- Close Harmony Rockchor. Y2K by Casino Recording Studio, B. Erne, 2000.
- Gregor Loepfe: Particles Rhapsody. Mit Rico Gubler, Saxofone. Zur Eröffnung des psi-forums, Paul Scherrer Institut Würenlingen. Eigenproduktion 1998.